# Белый ужас
«Белый ужас» (англ. White Terror; другое название — Search and Rescue с англ. — «Поиск и спасение»») — американский художественный фильм, поставленный режиссёром Полом Красни.

## Сюжет
Один из городков США, расположенный в Медвежьей долине, богат заснеженными горами и прекрасной живописной местностью. Красота природы и горы привлекают множество туристов-любителей. Часто эти туристы неквалифицированы, и поэтому на склонах обычны травмы и трагедии. Но существуют спасатели-добровольцы, в фильме рассказывается об их жизни, проблемах и взаимоотношениях.
В фильме подробно описывается один случай из жизни спасателей. Два подростка катались на горных лыжах и сорвались с обрыва. Их ищет весь городок во главе со спасателями, описываются все действия спасателей во время произошедшего несчастного случая.
Спасатели в фильме выглядят как обычные люди, но после того, как они рискуя своей жизнью, героически спасают подростков в труднодоступных горах Сьерра, становится понятным, что эти мужественные спасатели представляют собой особую группу людей — дисциплинированных, хладнокровных, готовых помочь.

## В ролях
- Роберт Конрад — Тутер
- Ди Уоллес — Морган
- Чед Маккуин[англ.] — Дин
- Лавелда Фанн — Лиза
- Уилл Шрайнер — Эван
- Рамон Франко — Энрике
- Келли Кертис
- Мартин Хьюит